# 2011 en journalisme
Cet article présente les faits marquants de l'année 2011 en journalisme.

## Évènements
- Nuit du 1er au 2 novembre : Incendie d'originelle criminelle du local de Charlie Hebdo[1].